# インディゴの恋人
『インディゴの恋人』（インディゴのこいびと）は、2016年1月27日のNHK岡山放送局の岡山発地域ドラマとして、NHK BSプレミアム系列にて放送された日本のテレビドラマである。主演は新井浩文。東京ドラマアウォード 2016・ローカルドラマ賞受賞。

## ストーリー
倉敷のデニム職人、原田健二は、社長の西口を通じて江村に頼まれ、アーティスト・イン・レジデンスで大原美術館のアトリエに滞在する画家、野中みゆきの雑用をする事になる。みゆきは健二のはくデニムに興味を持ち、デニム工場の見学に来たり紗代のバレエ教室を見学する。二人で過ごす内に健二はみゆきの絵に対するひたむきさと、無邪気さと大人っぽさが同居するミステリアスな魅力に惹かれる。みゆきもまた、親身になってくれる健二の優しさに心惹かれる。「倉敷の色々なところを見て作品に活かしたい」というみゆきのリクエストにより、紗代と三人で鷲羽山や美観地区などを回る。そこで一年以内の指定の日に手紙を届けてくれるという記念日レターの事を知り、三人で紗代の誕生日に届くように手紙を書いて出し合う事にする。
みゆきを案内している途中で西口から電話が入る。以前仕様書通りの加工をしたものの気に入ってもらえなかったデザイナーからの再注文だった。仕様書通りの加工では相手の望むものではできない事から、健二は工場で仕様書を見ながらどう加工するか悩む。そこにみゆきが現れ、しばらく制作に専念すると告げられる。「自分は職人だから仕様書通りに作るだけで、アーティストみたいに自分から新たに生み出す事はない」と話す健二に、「職人だってアーティストだ」と返すみゆき。その言葉に健二は吹っ切れ、仕様書のデザインに自分のアイデアを加えたデニムを作ろうと決める。
それからしばらくして、みゆきは得意とする青系統の色だけを使ったマリアの絵を完成させる。しかし江村はその絵を見て「この絵を野中みゆきの絵として収蔵したいとは思わない」と告げる。江村はみゆきが倉敷で今までの殻を破れると期待していたが、みゆきは殻を破れなかったとしてアトリエの退室を促す。その頃やっとデザイナーの気に入るデニムを作れた健二はみゆきのアトリエを訪れるが、ちょうど江村とみゆきのやり取りを聞いてしまう。落ち込むみゆきに健二は「納得するまで倉敷で描いたらいい」とみゆきを我が家に泊め、西口に頼んで会社の空いてる作業場をアトリエとして使わせてもらう。
ある夜、ピアノの下に置かれた紗代の鞄から、バレエを専門的に学べる神戸の高校のパンフレットを見つけてしまう。次の日の朝、紗代にこの事について聞こうとするが、テスト当日で急いでいた紗代にかわされてしまう。その日、工場に中村が訪ねてくる。健二が抜けた後に入ったピアニストが辞める事になり、もう一度バンドに戻ってきて欲しいという頼みだった。もう東京進出は考えていないから今の仕事をしながらでもしてほしいと頼むが、健二は紗代の事もあり無理だと断ってしまう。その頃、江村は受胎告知の前でたたずむ赤いコートの少女を見つける。
その夜、健二は紗代に高校進学について何で自分に今まで相談しなかったのか尋ねると、紗代は自分を育てるために健二はピアニストの夢を諦めたから自分も夢のために神戸の高校に行く気はないと話す。自分に遠慮する事はないと話すが、言い合いになり紗代は自分の部屋にこもってしまう。言い合いの最中に帰宅したみゆきは、落ち込む健二をなぐさめる。みゆきへの気持ちが抑えられなくなった健二はプロポーズするが、みゆきは過去を話し「自分は健二さんに思ってもらえるような人間ではない」と断る。何も言えなくなった健二はとっさにその場から立ち去り工場に向かう。
健二は工場で西口に「東京で勝負する勇気を持てなかっただけなのに、紗代を口実にして逃げた自分は卑怯者だ」と懺悔する。しかし西口は誰だって何かに言い訳しながらそれでも前を向いて生きている事、紗代を育てるために必死だった健二を誰も責めていない事、そろそろ自分の幸せのために生きてもいいのではないかと健二を諭す。西口の言葉に救われた健二は翌朝になって家に帰る。しかしみゆきは書置きを残して出て行った後だった。みゆきとの間に昨晩何があったのか紗代に問い詰められていると、園田藍と名乗る赤いコートを着た少女が現れる。藍はみゆきとの関係を話し、みゆきがここに滞在している事を知り訪ねた事を語る。藍はみゆきに会わせて欲しいと懇願するが、健二はみゆきが今朝出て行ってしまった事を話す。その時、以前みゆきが紗代に出した記念日レターが届く。手紙には紗代に藍の面影を見ていたことが書いてあり、健二はみゆきを探しに出かける。
受胎告知の前でみゆきを見つけた健二はデニムは汚れや傷が価値になる事、人間も同じだと思う事を話し、紗代と藍が待つアイビースクエアに連れて行く。思いがけず藍と対面して驚くみゆき。藍はみゆきにずっとしたかった質問をする。みゆきはその質問に答えると自分の罪を懺悔する。しかし藍は今幸せである事、みゆきに感謝している事を話し抱き合う。その夜、健二は紗代を引き取って以来初めてピアノに触れる。
それから四ヶ月後、健二はバンド復帰後初のライブの日を迎える。江村はみゆきが色彩豊かな素晴らしい絵を完成させたのは健二のお陰だと感謝を述べる。紗代もライブに合わせて神戸から戻ってくる。健二はみゆきが絵を完成させた日に二人の将来について話した事を思い出す。そしてライブが始まり、健二のピアノの前には通話中の携帯が置かれる。その頃、みゆきはある海岸で通話中の携帯から流れるジャズを聴きながら絵筆を走らせていた。

## キャスト
原田健二
演 - 新井浩文
倉敷のデニム職人。8年前までジャズバンドでピアノを担当していて、東京の事務所からデビューの話を持ちかけられる。しかしその直後にシングルマザーだった年の離れた姉が急逝する。姉の別れた旦那は既に再婚している事、自身も早くに両親を亡くし姉に育てられた事から、姪の紗代を引き取るためにバンドを辞めて西口の会社に就職する。
野中みゆき
演 - 美波
アーティスト・イン・レジデンスで全国各地を転々とする若手画家。学生時代から独特な青色の表現に定評がある。大原美術館では時間があるとエル・グレコの受胎告知を観ている。
西口彰
演 - 岡田義徳
倉敷のデニム会社社長。健二の職人としての能力を高く評価している。健二の姉の友人でもあった。ロックバンドを江村と組んでいる。
江村由貴彦
演 - 片岡鶴太郎
大原美術館の学芸員。みゆきを才能ある画家として認めているが故に、自分の殻を破りきれていない絵を酷評する。
原田紗代
演 - 山口まゆ
健二の姪。幼い頃に母親を亡くし、健二に育てられる。健二の事は「健ちゃん」と呼んでいる。神戸に住む大叔母（母方の祖母の妹）は常に紗代の事を気にかけている。バレエ教室の先生から、バレエを専門的に学べる神戸の高校の進学を薦められる。
中村達也
演 - 青山草太
健二の元バンド仲間。健二が抜けた後、別のピアニストを入れてバンドを続けている。
園田藍
演 - 久保田紗友
謎の少女。どことなく紗代に雰囲気が似ている。